# Парис, Доминик
Доминик Парис (итал. Dominik Paris, род. 14 апреля 1989 года, Мерано) — итальянский горнолыжник, чемпион мира 2019 года в супергиганте, серебряный призёр чемпионата мира 2013 года в скоростном спуске, многократный победитель этапов Кубка мира (по количеству побед за карьеру среди итальянских горнолыжников уступает только Альберто Томбе, а по количеству побед в скоростном спуске — только Францу Кламмеру), обладатель Кубка мира в зачёте супергиганта сезона 2018/19. Трёхкратный призёр юниорского чемпионата мира 2009 года. Специализируется в скоростных дисциплинах и комбинации.

## Спортивная карьера

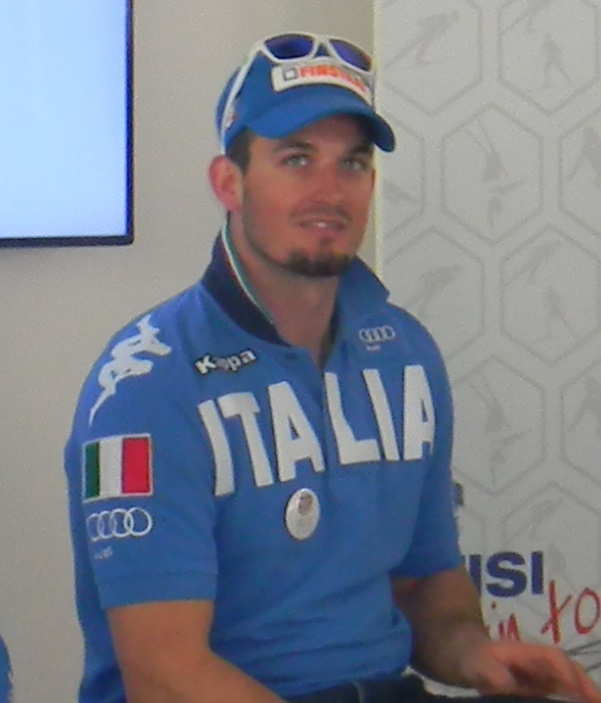
Парис в 2014 году

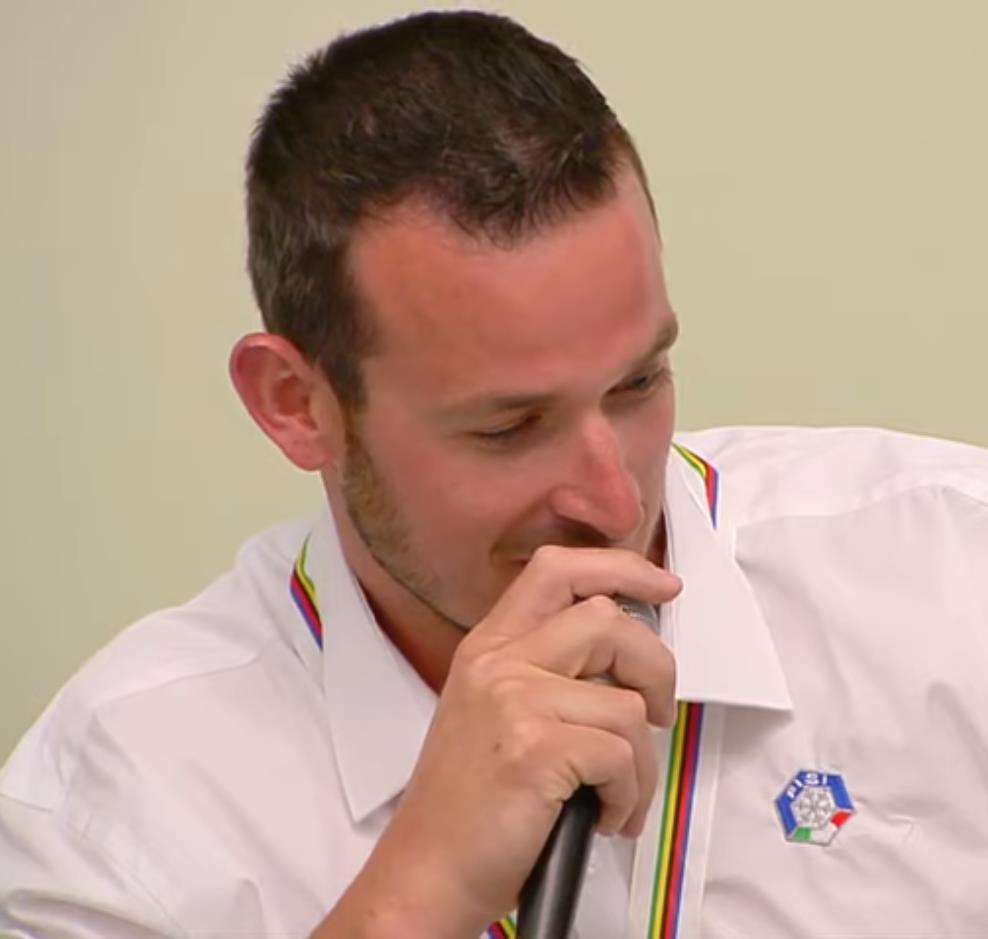
2019 год

На чемпионате мира среди юниоров 2009 года в Гармиш-Партенкирхене выиграл 3 медали: серебро в скоростном спуске и комбинации, а также бронзу в супергиганте.

### Кубок мира
В Кубке мира Парис дебютировал в 2008 году, в январе 2011 года первый раз попал в тройку лучших на этапе Кубка мира, в скоростном спуске. 29 декабря 2012 года одержал свою первую победу в Кубке мира, выиграв скоростной спуск в Бормио вместе с Ханнесом Райхельтом (горнолыжники показали одинаковое время). Лучшим достижением в общем зачёте Кубка мира является для Париса 4-е место в сезоне 2018/19. В том же сезоне Парис выиграл зачёт супергиганта.
В марте 2019 года одержал 4 подряд победы в скоростных дисциплинах на этапах Кубка мира, выиграв супергигант и скоростной спуск сначала в Квитфьелле, а затем на финале Кубка мира в Сольдеу.
7 марта 2025 года выиграл скоростной спуск в Квитфьелле, одержав первую за 14 месяцев победу в Кубке мира. Парис вышел на второе место по победам в скоростном спуске в истории мужского Кубка мира, догнав швейцарца Петера Мюллера (больше побед только у Франца Кламмера — 25). Через два дня там выиграл супергигант, это была первая победа в этой дисциплине для Париса за последние 6 лет.

### Олимпийские игры
На Олимпиаде-2010 в Ванкувере занял 13-е место в суперкомбинации, хотя шёл вторым после скоростного спуска, но неудачно прошёл слалом, показав в нём лишь 29-е время.
На Олимпийских играх 2014 года в Сочи Парис занял 11-е место в скоростном спуске, 16-е — в супергиганте и 18-е — в суперкомбинации.
На Олимпийских играх 2018 года Парис не сумел финишировать в слаломе в рамках комбинации (в скоростном спуске он показал 8-е время). 15 февраля Доминик стал 4-м в скоростном спуске, от третьего места Беата Фойца его отделили 0,36 сек. На следующий день Парис занял 7-е место в супергиганте (0,56 сек отставания от третьего места).
На Олимпийских играх 2022 года в Пекине занял 6-е место в скоростном спуске и 21-е в супергиганте.

### Чемпионаты мира
За свою карьеру участвовал в 8 подряд чемпионатах мира (2011—2025). 
На чемпионате мира 2011 года занял 20-е место в скоростном спуске, кроме того стартовал в комбинации, но не добрался до финиша в слаломе. В 2013 году в Шладминге выиграл серебро в скоростном спуске, уступив только норвежцу Акселю Лунду Свиндалю. В суперкомбинации в Шладминге Парис стал девятым. В 2017 году в Санкт-Морице занял 4-е место в комбинации. В 2019 году в Оре выиграл золото в супергиганте. Для Италии это золото стало третьим в истории в мужском супергиганте, ранее первыми становились Патрик Штаудахер в 2007 году и Кристоф Иннерхофер в 2011 году. На чемпионате мира 2021 года в итальянской Кортине-д’Ампеццо был главной надеждой хозяев в скоростных дисциплинах, но оба раза немного не добирался до медали — пятое место в супергиганте (0,17 сек проигрыша бронзовому призёру) и четвёртое место в скоростном спуске.
Использует лыжи и ботинки производства фирмы Nordica.

## Результаты на крупнейших соревнованиях

### Зимние Олимпийские игры
| Олимпийские игры | Скоростной спуск | Супергигант | Гигантский слалом | Слалом | Комбинация | Команды |
| ---------------- | ---------------- | ----------- | ----------------- | ------ | ---------- | ------- |
| 2010 Ванкувер    | —                | —           | —                 | —      | 13         | н/д     |
| 2014 Coчи        | 11               | 16          | —                 | —      | 18         | н/д     |
| 2018 Пхёнчхан    | 4                | 7           | —                 | —      | DNF SL     | —       |
| 2022 Пекин       | 6                | 21          | —                 | —      | —          | —       |

### Чемпионаты мира
| Чемпионат мира           | Скоростной спуск | Супергигант | Гигантский слалом | Слалом | Комбинация | Команды | Паралл. гигантский слалом |
| ------------------------ | ---------------- | ----------- | ----------------- | ------ | ---------- | ------- | ------------------------- |
| 2011 Гармиш-Партенкирхен | 20               | —           | —                 | —      | DNF2       | —       | н/д                       |
| 2013 Шладминг            | 2                | —           | —                 | —      | 9          | —       | н/д                       |
| 2015 Вейл/Бивер-Крик     | 23               | 14          | —                 | —      | 10         | —       | н/д                       |
| 2017 Санкт-Мориц         | 13               | 9           | —                 | —      | 4          | —       | н/д                       |
| 2019 Оре                 | 6                | 1           | —                 | —      | 9          | —       | н/д                       |
| 2021 Кортина-д’Ампеццо   | 4                | 5           | —                 | —      | —          | —       | —                         |
| 2023 Куршевель           | 8                | DNF         | —                 | —      | DSQ SG     | —       | —                         |
| 2025 Зальбах             | 4                | 7           | —                 | —      | DNF SL     | —       | н/д                       |

### Победы на этапах Кубка мира (24)
| №  | Сезон   | Дата        | Место               | Дисциплина            |
| -- | ------- | ----------- | ------------------- | --------------------- |
| 1  | 2012/13 | 29 дек 2012 | Бормио              | Скоростной спуск      |
| 2  | 2012/13 | 26 янв 2013 | Кицбюэль            | Скоростной спуск (2)  |
| 3  | 2013/14 | 30 ноя 2013 | Лейк Луиз           | Скоростной спуск (3)  |
| 4  | 2014/15 | 23 янв 2015 | Кицбюэль            | Супергигант           |
| 5  | 2015/16 | 20 фев 2016 | Шамони              | Скоростной спуск (4)  |
| 6  | 2015/16 | 12 мар 2016 | Квитфьелль          | Скоростной спуск (5)  |
| 7  | 2016/17 | 21 янв 2017 | Кицбюэль            | Скоростной спуск (6)  |
| 8  | 2016/17 | 15 мар 2017 | Аспен               | Скоростной спуск (7)  |
| 9  | 2017/18 | 28 дек 2017 | Бормио              | Скоростной спуск (8)  |
| 10 | 2018/19 | 28 дек 2018 | Бормио              | Скоростной спуск (9)  |
| 11 | 2018/19 | 29 дек 2018 | Бормио              | Супергигант (2)       |
| 12 | 2018/19 | 25 янв 2019 | Кицбюэль            | Скоростной спуск (10) |
| 13 | 2018/19 | 2 мар 2019  | Квитфьелль          | Скоростной спуск (11) |
| 14 | 2018/19 | 3 мар 2019  | Квитфьелль          | Супергигант (3)       |
| 15 | 2018/19 | 13 мар 2019 | Сольдеу             | Скоростной спуск (12) |
| 16 | 2018/19 | 14 мар 2019 | Сольдеу             | Супергигант (4)       |
| 17 | 2019/20 | 27 дек 2019 | Бормио              | Скоростной спуск (13) |
| 18 | 2019/20 | 28 дек 2019 | Бормио              | Скоростной спуск (14) |
| 19 | 2020/21 | 5 фев 2021  | Гармиш-Партенкирхен | Скоростной спуск (15) |
| 20 | 2021/22 | 28 дек 2021 | Бормио              | Скоростной спуск (16) |
| 21 | 2021/22 | 5 мар 2022  | Квитфьелль          | Скоростной спуск (17) |
| 22 | 2023/24 | 16 дек 2023 | Валь-Гардена        | Скоростной спуск (18) |
| 23 | 2024/25 | 7 мар 2025  | Квитфьелль          | Скоростной спуск (19) |
| 24 | 2024/25 | 9 мар 2025  | Квитфьелль          | Супергигант (5)       |